# You Can Play These Songs with Chords
You Can Play These Songs with Chords es el álbum debut de la banda estadounidense de indie Death Cab for Cutie, que en ese tiempo tenía como único miembro a Ben Gibbard. Fue lanzado originalmente en casete y fue tan popular que Gibbard decidió reclutar otros miembros para formar un grupo. A este disco se le añadieron diez canciones más y se relanzó en 2002.
La portada del disco es una fotografía de Cornwall Ave. en Bellingham, Washington en la década de los 1960. J.C. Penney es la tienda de la derecha.

## Lista de canciones
- Todas las canciones compuestas por Benjamin Gibbard.

1. "President of What?" – 4:06
2. "Champagne from a Paper Cup" – 2:34
3. "Pictures in an Exhibition" – 4:02
4. "Hindsight" – 3:47
5. "That's Incentive" – 2:13
6. "Amputations" – 4:03
7. "Two Cars" – 3:31
8. "Line of Best Fit" – 5:49

Pistas adicionales de la reedición de 2002
- Todas las canciones compuestas por Benjamin Gibbard, Nick Harmer y Christopher Walla, excepto donde se indique lo contrario.

1. "This Charming Man" (Johnny Marr, Morrissey) – 2:14
2. "TV Trays" – 4:02
3. "New Candles" – 3:02
4. "Tomorrow" – 2:17
5. "Flustered/Hey Tomcat!" – 2:56
6. "State Street Residential" – 5:51
7. "Wait" (Farina, Secret Stars) – 3:34
8. "Prove My Hypotheses" – 4:11
9. "Song for Kelly Huckaby" – 3:51
10. "Army Corps of Architects" – 4:43

## Personal
- Ben Gibbard – voz, guitarra, bajo, piano, batería
- Nathan Good – batería, pandereta
- Nick Harmer – bajo
- Christopher Walla – guitarra, voz en "New Candles"